# Pont Louis-Philippe
Le pont Louis-Philippe est un pont situé à Paris et passant sur la Seine, entre la rive droite et l'île Saint-Louis.

## Situation et accès
Le pont Louis-Philippe est situé dans le 4e arrondissement et relie le quartier Notre-Dame au quartier Saint-Gervais.
Ce site est desservi par la ligne 7 à la station de métro Pont Marie.

## Origine du nom

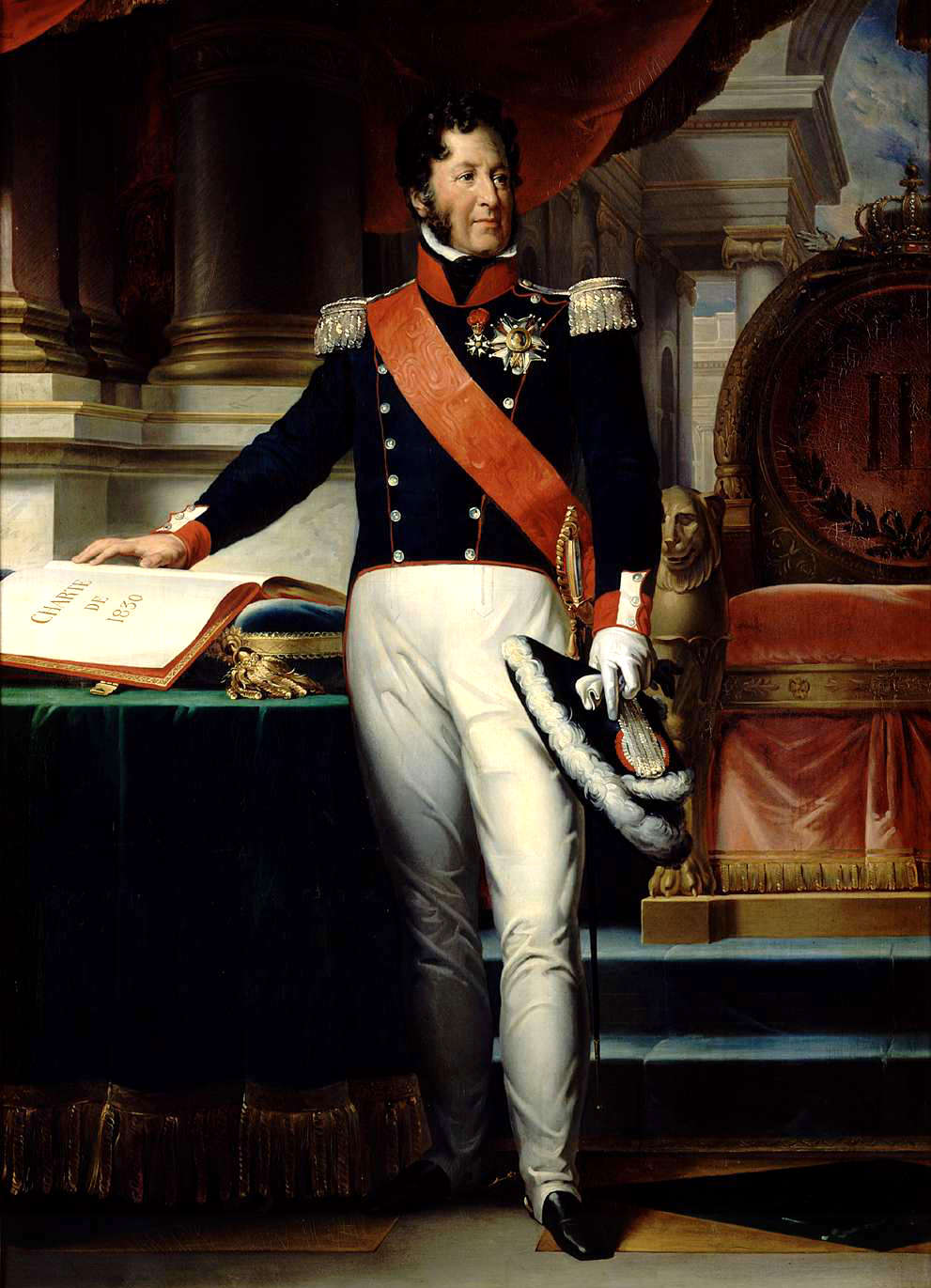
Louis-Philippe Ier.

Elle porte le nom du roi des Français Louis-Philippe Ier (1773-1850).

## Historique

### Le pont suspendu
C'est le 29 juillet 1833, pour fêter son accession au trône à l'issue des Trois Glorieuses, que Louis-Philippe pose la première pierre d'un pont suspendu d'abord anonyme, situé dans le prolongement de la rue du Pont-Louis-Philippe (qui vit le jour cette même année). Construit par Marc Seguin et ses frères, il traverse la Seine en biais jusqu'au quai aux Fleurs en passant par l'île Saint-Louis.
Il est ouvert à la circulation un an plus tard, le 26 juillet 1834. Après la révolution de 1848 pendant laquelle il est incendié, il est restauré et baptisé « pont de la Réforme » jusqu'en 1852.

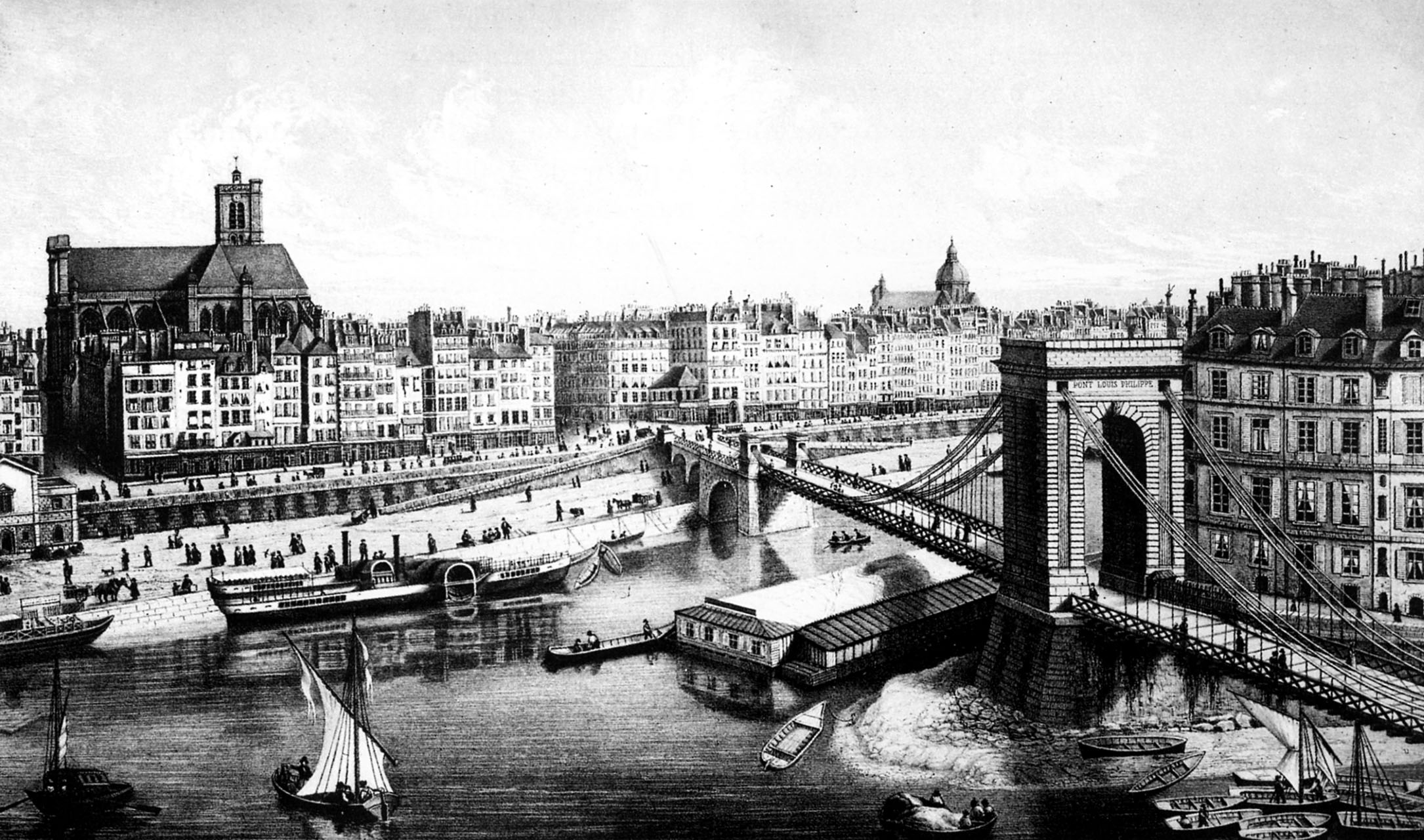
Vers 1840.
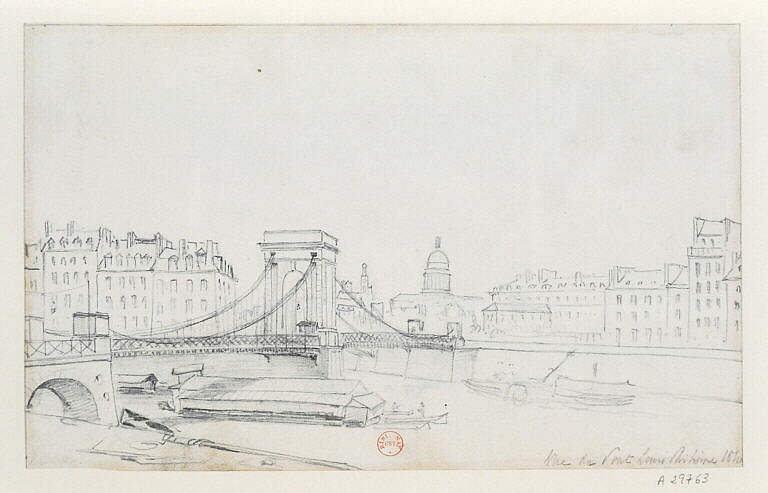
Dessin de 1840.
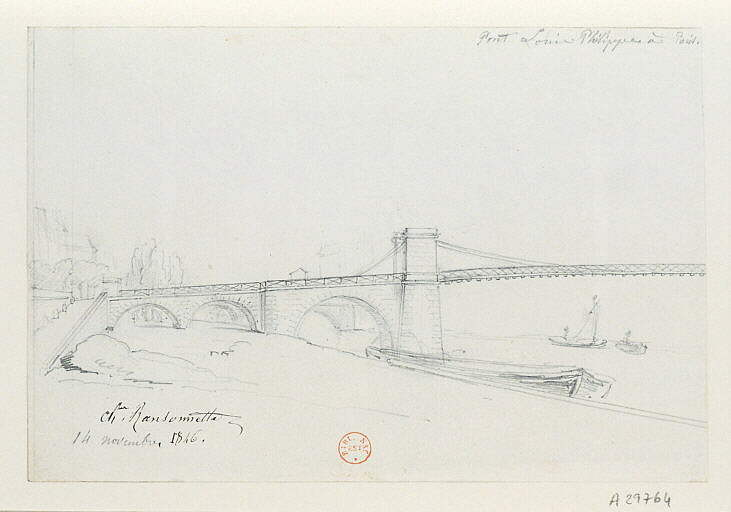
Dessin de 1846.
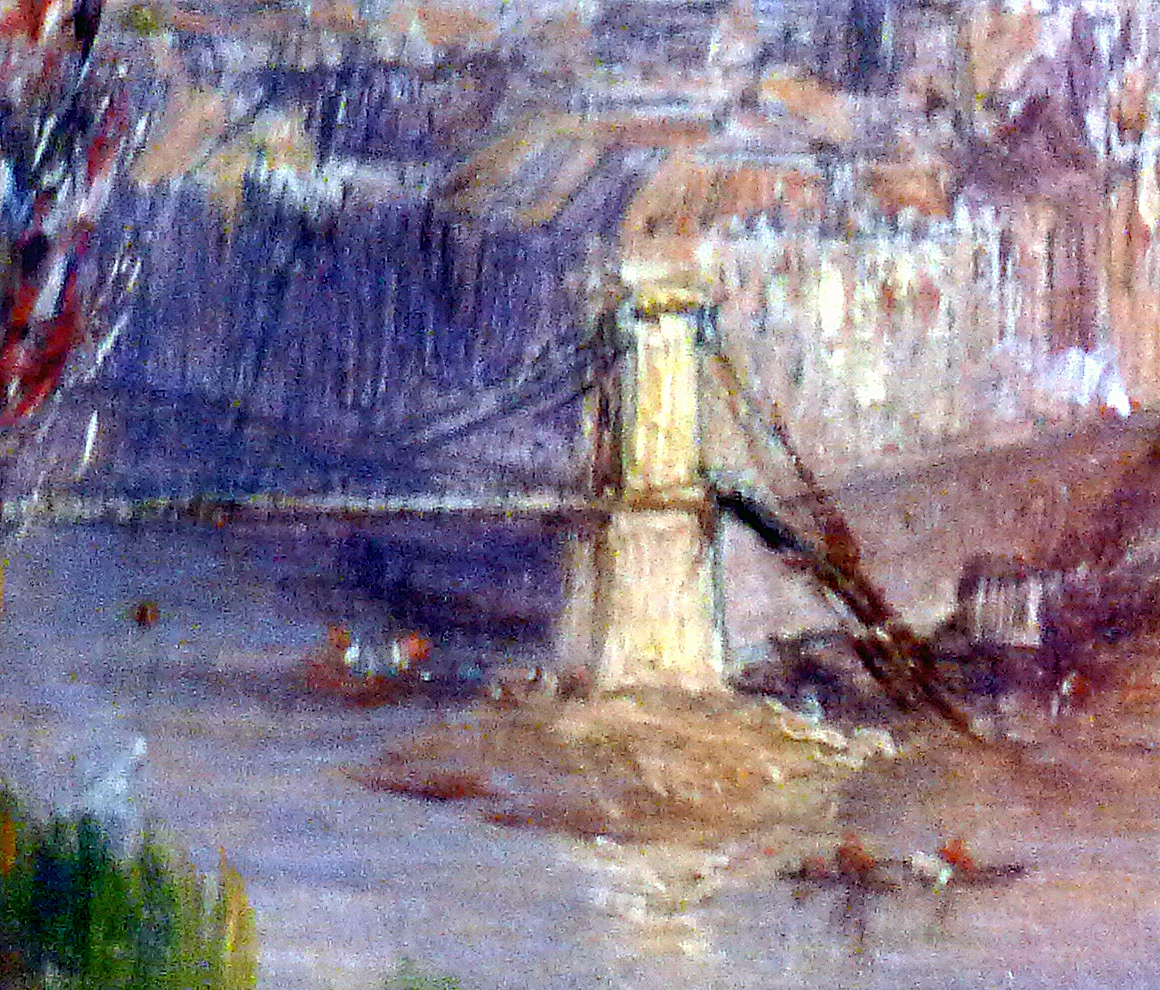
Le pont en 1848 avec une attache sur l'île Saint-Louis plus occidentale qu'actuellement.
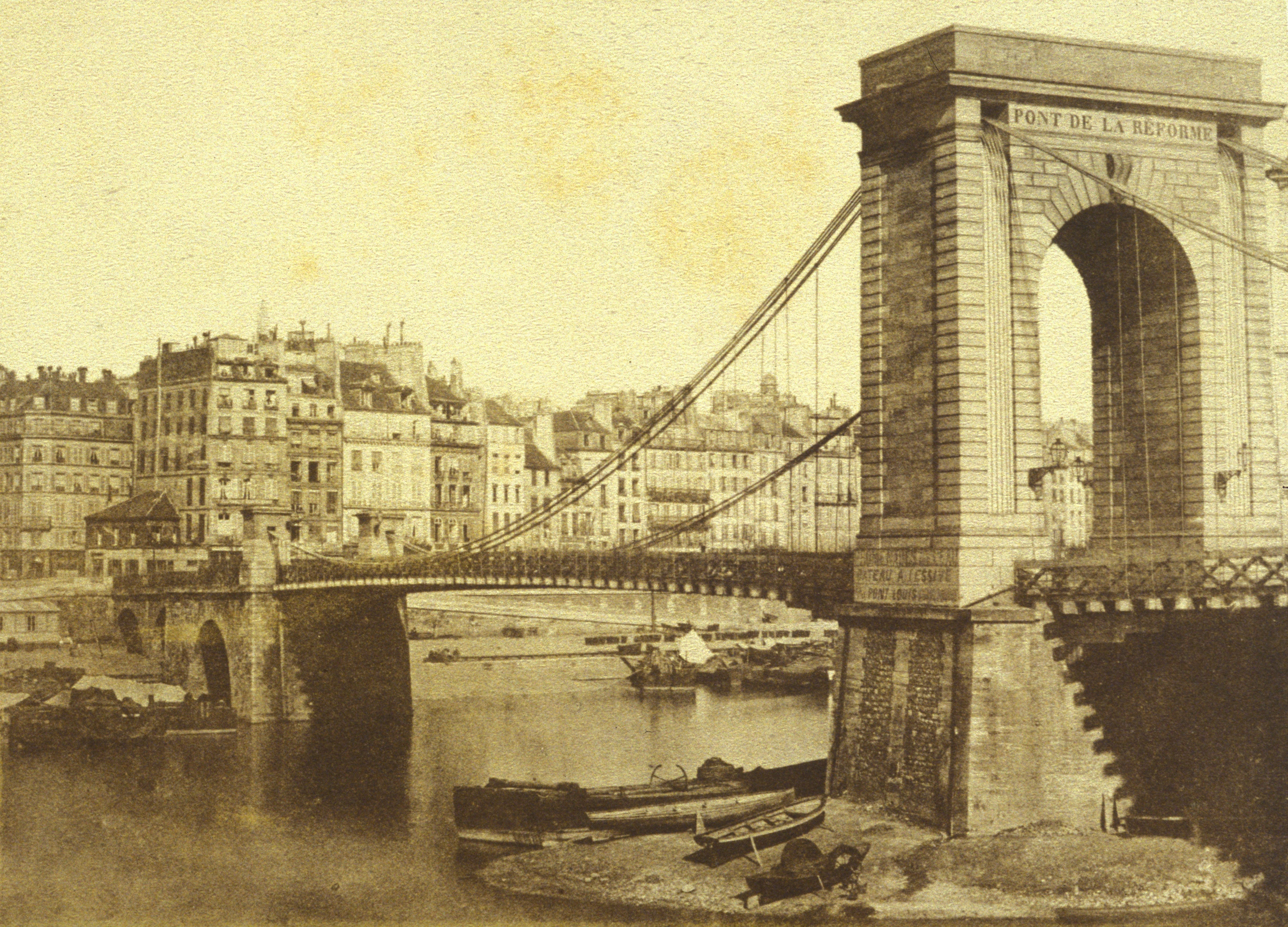
Pont de la Réforme et quai des Ormes en 1851 (photographie de Charles Marville).

### Le pont actuel

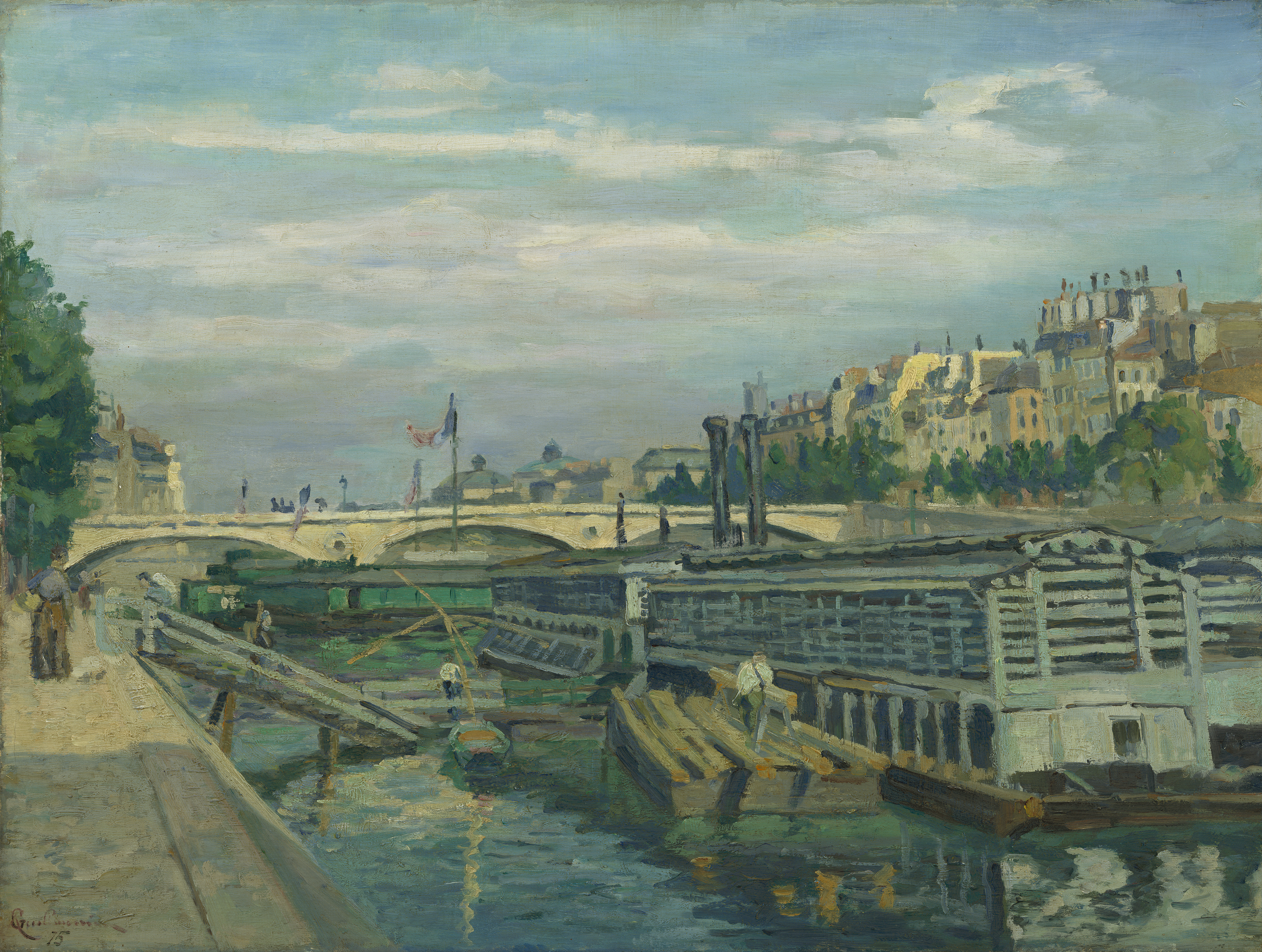
Le Pont Louis-Philippe, vers 1875
National Gallery of Art, Washington.

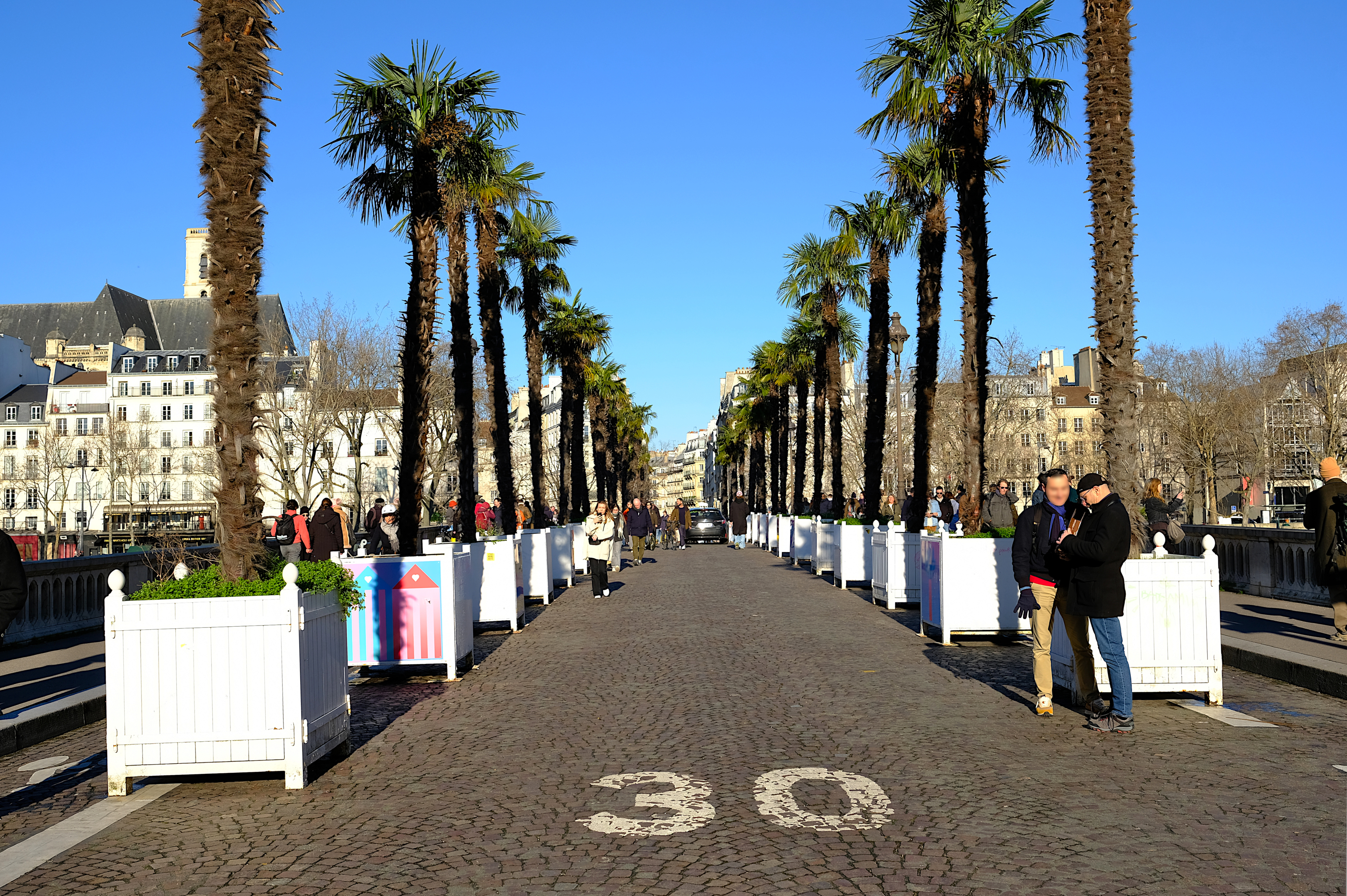
Le pont Louis-Philippe aménagé avec des palmiers, en février 2025.

Pour faire face à l'accroissement de la circulation, il est détruit pour être remplacé par le pont actuel, en 1860. Celui-ci est construit par les ingénieurs Edmond-Jules Féline-Romany et Jules Savarin entre août 1860 et avril 1862, un peu plus en amont que le précédent ouvrage. Cette fois, il traverse la Seine perpendiculairement, sur toute sa largeur. D'une longueur totale de 100 m, pour une largeur de 15,20 m, le pont Louis-Philippe fut donc inauguré en avril 1862. Chacune des piles de 4 m de large posées dans la Seine est ornée d'une couronne de feuillage en pierre qui entoure une rosace métallique.
La seule modification qu'il a reçue depuis lors (au contraire de son contemporain le pont de Bercy), consista à remplacer à l'identique les garde-corps en pierre, très dégradés par les intempéries, en 1995.
|                                                                          |  |  |
| À gauche, le pont vu de l'amont (2006) et à droite, vu de l'aval (2012). |  |  |